# Médaille d'honneur de la Famille française
La Médaille d'honneur de la Famille française è una decorazione istituita dalla Repubblica francese con decreto del 26 maggio 1920, per onorare le madri francesi che avevano allevato dignitosamente diversi figli.

## Storia
All'indomani della prima guerra mondiale la Francia, come molte altre nazioni, si trovò di fronte ad una seria riduzione della popolazione maschile, spazzata via dalla guerra; cionondimeno il ministro Breton, tra le argomentazioni che portò a favore della creazione della ricompensa, chiarì che non si trattava di semplice politica demografica ma di promuovere dei valori umani:
Sottolineiamo che, per meritare questo riconoscimento, non è sufficiente dare alla luce dei figli, si deve inoltre saperli crescere e sforzarsi ad ogni occasione con il consiglio e con l'esempio di instillare in loro una sana educazione morale ...»
(Jean-louis Breton)
Durante la seconda guerra mondiale, con Decreto del 13 dicembre 1943, il governo di Vichy riformò il sistema di attribuzione della medaglia; tale riforma e i conferimenti avvenuti tra il 1940 e il 1944 furono confermati dopo la liberazione, con decreto del 3 marzo 1945.
In seguito il testo originale ha subito vari cambiamenti, fino a una completa revisione con il decreto n. 938 del 28 ottobre 1982, istitutivo della Médaille de la Famille Française.
Entrato in vigore il primo gennaio 1983 questo decreto è stato integrato con un provvedimento amministrativo (arrêté) del 15 marzo 1983.
Il segno dell'evoluzione appare nel riconoscimento dei meriti anche al padre o ad altra persona che alleva con dignità dei bambini.
La codifica nella parte normativa del Code de l'Action Sociale et des Familles (ottobre 2004) ha apportato ulteriori importanti cambiamenti: la distinzione si chiama ora Médaille de la famille, sparisce quindi l'aggettivo "francese".
Infatti, la cittadinanza del richiedente non è più un elemento discriminante, per contro, possono essere considerati solo i bambini francesi.

## Criteri
La medaglia può essere ottenuta da madri e padri i cui figli sono francesi e che, con le loro amorevoli cure e dedizione hanno fatto uno sforzo costante per crescere i loro figli nelle migliori condizioni fisiche e psicologiche (art. 215-7 del Code de l'Action Sociale et des Familles).
L'onorificenza ha tre gradi:
- bronzo per 4 o 5 bambini,
- argento per 6 o 7 bambini,
- oro per 8 o più bambini.

Il figlio maggiore deve avere almeno 16 anni.
I decorati ricevono un certificato contenente l'estratto del provvedimento di assegnazione.
La cerimonia di conferimento si tiene una volta l'anno.

## Insegne

### Stella (dal 26 maggio 1920 al 28 marzo 1985)
Stella a otto punte di 36 millimetri di modulo, con la parte centrale rotonda; in bronzo, bronzo argentato, bronzo dorato, argento, argento dorato oppure in oro secondo il grado.
L'incisore fu Léon Deschamps.
Sul drittoal centro una madre con il figlio in braccio circondata nella parte superiore dall'iscrizione "FAMILLE FRANÇAISE".
Sul rovesciol'iscrizione "LA PATRIE RECONNAISSANTE" sopra uno spazio destinato all'incisione del nome della titolare, tutto circondato dalla leggenda "REPUBLIQUE FRANÇAISE" e "MINISTERE DE LA SANTE PUBLIQUE". Alcuni modelli recano invece la dicitura "MINISTERE DE LA SANTE PUBLIQUE ET DE LA POPULATION", o "MINISTERE DE L'HYGIENE", oppure nessuna iscrizione.

### Medaglia (dopo l’arrêtédel 28 marzo 1985)
Un disco del diametro di 33 mm. in bronzo, bronzo argentato o bronzo dorato secondo il grado.
Sul drittoun gruppo familiare circondato, in basso, da fronde di alloro e nella parte superiore dalla scritta "FAMILLE FRANÇAISE".
Sul rovesciola leggenda "RÉPUBLIQUE FRANÇAISE" sopra uno spazio destinato all'incisione del nome del titolare.

### Nastro
Largo 32 millimetri, rosso vivo con al centro una striscia verticale verde larga 11 mm.
Per le medaglie d'argento e d'oro sul nastro si appone una coccarda del diametro, rispettivamente, di 18 e 22 millimetri, dello stesso colore del nastro, attraversata da una banda verde verticale.